# Čechrava zahradní
Čechrava zahradní (Astilbe × arendsii) je označení pro skupinu zahradních kříženců některých druhů rodu čechrava z čeledi lomikamenovité, zejména druhů Astilbe astilboides, A. chinensis, A. japonica a A. thunbergii. Tyto hybridy a jejich kultivary jsou pěstovány jako zahradní okrasné rostliny.

## Taxonomie
Pro skupinu rostlin s vědeckým označením Astilbe × arendsii se též běžně používá synonymum Astilbe arendsii.
Skupina těchto kříženců nazývaná Astilbe × arendsii je někdy určovaná nikoliv jako samostatný druh, ale jako typ – „astilbe (Arendsii hybridy)“, („Hybrid-Prachtspiere“, „Hybrid-Astilbe“). Tato skupina kříženců je také označovaná 'Astilbe Arendsii Group', protože uvedené kultivary byly vyšlechtěny Georgem Arendsem v Ronsdorfu. Jindy jsou odborným zdroji tyto rostliny z této skupiny určeny jako „skupina hybridů kultivarů“, z níž jsou však vyjmuty hybridy Astilbe japonica x Astilbe chinensis.
Některé odborné zdroje uznávají jen dva druhy rodu čechrava Astilbe japonica a Astilbe biternata.

### EPPO kód
Organizace EPPO, která zavádí stabilní technické kódy pro organismy, jako náhrady za proměnlivé vědecké názvy, zařazuje skupinu pod kód ATLAH jako označení pro:Astilbe arendsii, Astilbe × arendsii, astilbe (Arendsii hybridy). Z uvedeného jasně vyplývá, že jde o vědecká synonyma a tato skupina ATLAH je samostatný uznávaný taxon, zřetelně vydělený z taxonu 1ATLG Astilbe.

## Popis
Rostlina je trvalka, dorůstá do 60 cm výšky (je uváděno i 60 – 90 cm), včetně květního stonku s květenstvím. Kvete v červenci až srpnu podle kultivaru červeně, bíle, růžově, narůžověle. Listy jsou přízemní, ostře pilovité, 2 až 3 x trojčetné, zelené, nebo mohou mít barevný nádech či zbarvení typické pro daný kultivar. Plod je tobolka.

## Použití
Rostlina je vhodná do záhonů, skalek, jako solitéra, do skupinové výsadby. Květenství lze použít jako řezanou květinu do vázy.

## Pěstování
Vhodné pro pěstování je stanoviště v polostínu, s dostatečně vlhkou, humózní, neutrální nebo mírně kyselou, propustnou půdou.
Jsou pěstovány různé kultivary například:
- 'Brautschleier' – fialově kvetoucí, výška 90 cm, raně kvetoucí
- 'Cattleya' – fialově kvetoucí, výška 90 cm, pozdně kvetoucí
- 'Diamant' – bíle kvetoucí, výška 80 cm, raně kvetoucí.
- 'Deutschland' – bíle kvetoucí
- 'Fanal' červeně kvetoucí
- 'Glut' – červenolistý kultivar
- 'Örestad' – červeně kvetoucí

## Množení
Kultivary se množí vegetativně, dělením trsů.